# Caroline Hoxby
Caroline Hoxby (ur. jako Minter 1966) – ekonomistka amerykańska, profesor ekonomii Uniwersytetu Stanforda, dyrektorka programu badań oświatowych NBER, i pracowniczka naukowa Hoover Institution.
Zajmuje się badaniem polityki oświatowej; jest kierowniczką projektu Expanding College Opportunities, realizując randomizowany eksperyment kontrolowany poświęcony możliwościom wspierania edukacji utalentowanych osób z rodzin o niskich dochodach.

## Życiorys

### Wczesne życie i wykształcenie
Studiowała ekonomię na Uniwersytecie Harvarda (B.S. cum laude 1988), Uniwersytecie Oksfordzkim ze stypendium Rhodesa (M.P. 1990) i MIT (Ph.D. 1994).
W 1993 wyszła za mąż za Blaira Hoxby`ego, także absolwenta Harvardu i stypendystę Oksfordu, obecnie filologa na Stanford.

### Praca i dalsze życie
W latach 1994–2007 pracowała na Uniwersytecie Harvarda, ciesząc się popularnością wśród studentów i uzyskując pełną profesurę w 2005. Od 2007 należy do kadry Stanford.
Jej zainteresowania badawcze obejmują empiryczne analizy m.in. kosztów wyższego wykształcenia, konkurencji na rynku uczelni, zarządzania funduszami szkół, i rynku e-learningu.
Uzyskała stypendia i granty m.in. Fundacji Forda, Carnegie, Sloana, oraz Billa & Melindy Gatesów.